# Omoglymmius americanus
Omoglymmius americanus är en skalbaggsart som först beskrevs av François Louis Nompar de Caumont de Laporte 1836.  Omoglymmius americanus ingår i släktet Omoglymmius och familjen hakbaggar. Inga underarter finns listade i Catalogue of Life.